# Рауль Руйдіас
Рауль Маріо Руйдіас Місітіч (ісп. Raúl Mario Ruidíaz Misitich, нар. 25 липня 1990, Ліма) — перуанський футболіст, нападник клубу «Сіетл Саундерз». 
Виступав, зокрема, за клуб «Універсітаріо де Депортес», а також національну збірну Перу.
Має хорватське походження по материнській лінії, про що свідчить його друге (материне) прізвище в його повному імені.

## Клубна кар'єра
У дорослому футболі дебютував 2008 року виступами за команду клубу «Америка Кочауайко», в якій провів один сезон, взявши участь в 11 матчах чемпіонату. 
Своєю грою за цю команду привернув увагу представників тренерського штабу клубу «Універсітаріо де Депортес», до складу якого приєднався 2009 року. Відіграв за команду з Ліми наступні два сезони своєї ігрової кар'єри. Більшість часу, проведеного у складі «Універсітаріо де Депортес», був основним гравцем атакувальної ланки команди.
Сезон 2012/13 розпочав виступами за чилійський «Універсідад де Чилі», а завершив у бразилійському клубі «Корітіба». 
У 2013/14 був орендований клубом «Універсітаріо де Депортес» у складі якого провів 80 матчів та забив 40 голів.
2015 рік провів у складі «Мельгару», а першу половину 2016 року вже втретє в кар'єрі відіграв за «Універсітаріо де Депортес».
До складу клубу «Монаркас» приєднався 2016 року. Відграв за команду з Морелії 72 матчі в національному чемпіонаті, двічі поспіль ставав найкращим бомбардиром.
З 2018 року захищає кольори американського клубу «Сіетл Саундерз».

## Виступи за збірну
2011 року дебютував в офіційних матчах у складі національної збірної Перу. Наразі провів у формі головної команди країни 23 матчі, забивши 3 голи.
У складі збірної був учасником Кубка Америки 2011 року в Аргентині та Кубка Америки 2016 року в США.

## Статистика виступів

### Статистика клубних виступів
| Сезон                       | Команда           | Чемпіонат | Чемпіонат | Національний кубок | Національний кубок | Континентальні кубки | Континентальні кубки | Усього | Усього |
| Сезон                       | Команда           | Ігор      | Голів     | Ігор               | Голів              | Ігор                 | Голів                | Ігор   | Голів  |
| --------------------------- | ----------------- | --------- | --------- | ------------------ | ------------------ | -------------------- | -------------------- | ------ | ------ |
| «Америка Кочауайко»         | 2009              | 11        | 3         | –                  | –                  | –                    | –                    | 11     | 3      |
| «Америка Кочауайко»         | Разом             | 11        | 3         | 0                  | 0                  | 0                    | 0                    | 11     | 3      |
| «Універсітаріо де Депортес» | 2009              | 9         | 3         | –                  | –                  | 0                    | 0                    | 9      | 3      |
| «Універсітаріо де Депортес» | 2010              | 35        | 7         | –                  | –                  | 2                    | 0                    | 37     | 7      |
| «Універсітаріо де Депортес» | 2011              | 22        | 3         | 0                  | 0                  | 6                    | 4                    | 28     | 7      |
| «Універсітаріо де Депортес» | Разом             | 66        | 13        | 0                  | 0                  | 8                    | 4                    | 74     | 17     |
| «Універсідад де Чилі»       | 2012              | 15        | 8         | –                  | –                  | 9                    | 0                    | 24     | 8      |
| «Універсідад де Чилі»       | Разом             | 15        | 8         | 0                  | 0                  | 9                    | 0                    | 24     | 8      |
| «Корітіба»                  | 2012              | 8         | 0         | 3                  | 0                  | –                    | –                    | 11     | 0      |
| «Корітіба»                  | Разом             | 8         | 0         | 3                  | 0                  | 0                    | 0                    | 11     | 0      |
| «Універсітаріо де Депортес» | 2013              | 39        | 21        | 0                  | 0                  | –                    | –                    | 39     | 21     |
| «Універсітаріо де Депортес» | 2014              | 25        | 14        | 10                 | 4                  | 6                    | 1                    | 41     | 19     |
| «Універсітаріо де Депортес» | Разом             | 64        | 35        | 10                 | 4                  | 6                    | 1                    | 80     | 40     |
| «Мельгар»                   | 2015              | 14        | 2         | 6                  | 3                  | –                    | –                    | 20     | 5      |
| «Мельгар»                   | Разом             | 14        | 2         | 6                  | 3                  | 0                    | 0                    | 20     | 5      |
| «Універсітаріо де Депортес» | 2015              | 13        | 12        | 0                  | 0                  | 2                    | 1                    | 14     | 13     |
| «Універсітаріо де Депортес» | 2016              | 9         | 10        | 0                  | 0                  | –                    | –                    | 9      | 10     |
| «Універсітаріо де Депортес» | Разом             | 22        | 22        | 0                  | 0                  | 2                    | 1                    | 24     | 23     |
| Усього за кар'єру           | Усього за кар'єру | 200       | 83        | 19                 | 7                  | 25                   | 6                    | 244    | 96     |

## Титули і досягнення

### Клубні
- «Універсітаріо де Депортес»

Чемпіон Перу (2): 2009, 2013
- «Універсідад де Чилі»

Чемпіон Чилі (1): 2014
- «Сіетл Саундерз»
- Переможець Ліги чемпіонів КОНКАКАФ (1): 2022

### Збірна
- Перу

Кубок Америки:
Срібний призер Кубка Америки: 2019
Бронзовий призер Кубка Америки: 2011